# Brasserie Lupulus
La Brasserie Lupulus (anciennement appelée Brasserie Les Trois Fourquets) est une brasserie familiale belge située à Courtil dans la commune de Gouvy en Province de Luxembourg. Elle brasse principalement la bière Lupulus.

## Situation
La brasserie se trouve dans le village ardennais de Courtil, non loin de la N68 reliant Vielsalm au Grand Duché de Luxembourg. Au centre du village, près de l'église, la brasserie se trouve dans l'enceinte d'une magnifique ferme en carré du XVIIIe siècle où le petit ruisseau du Fond du Paradis prend sa source. Cette eau pure et fraîche est utilisée dans l'élaboration des bières.

## Historique
C'est en 2003 que Pierre Gobron, l'un des créateurs de la bière la Chouffe dont la brasserie (brasserie d'Achouffe) a été cédée au groupe brassicole Duvel Moortgat, décide de brasser une nouvelle bière en bouteilles champenoises (75 cl) mais également en fûts. L'entreprise est familiale.
Pendant les quatre premières années, seule la Lupulus blonde est commercialisée. À partir de 2011, la Lupulus brune est produite, d'abord en quantité limitée puis commercialisée à plus grande échelle en 2012. En 2013, sort la Lupulus Hibernatus, une bière de Noël. En janvier 2014, est annoncée la commercialisation d'une bière bio, la Lupulus Organicus, à partir de mars 2014.
Les bières sont vendues en Belgique mais 70 % de la production est exportée. La moitié en Italie, mais aussi en Suisse, aux Pays-Bas, en Israël et en Asie.
Les bières originales de la brasserie sont reprises comme Belgian Beer of Wallonia, protection accordée par l'Agence wallonne pour la promotion d'une agriculture de qualité (APAQ-W). Fin de 2016, le nom de la brasserie a été changé en Brasserie Lupulus.
En 2017, une nouvelle brasserie est mise en production.

## Bières
- Lupulus Blonde
- Lupulus Brune
- Lupulus Hibernatus
- Lupulus Organicus
- Lupulus Hopera
- Lupulus Blanche
- Lupulus Fructus
- Lupulus Pils

Plusieurs bières à façon sont également brassées à Courtil. Parmi celles-ci : 
- la Béole, bière ambrée bio titrant 8 % d'alcool pour une SPRL de Houffalize
- la Bleuette, bière fruitée titrant 5 % d'alcool
- la Boquette, bière brune titrant 6,5 % d'alcool
- la Brooklynette, bière blonde de type pale ale titrant 9 % d'alcool
- la Célisette bière blanche spéciale titrant 8,5 % d'alcool
- la Jeannette, bière ambrée spéciale titrant 5 % d'alcool
- la Pâquerette, bière blonde spéciale titrant 7 % d'alcool
- la Pilsette, pils titrant 5 % d'alcool
- la THArée, bière bio au sapin titrant 8 % d'alcool
- la Tripick 3 , refermentée en bouteille, bière blanche au goût poire et grenade titrant 4,2 % d'alcool.
- la Tripick 4, refermentée en bouteille, une blonde avec ajout du houblon cascade titrant 4,2 % d'alcool.
- la Tripick 5, refermentée en bouteille,  blonde avec utilisation du dry hoping titrant 5,5% d'alcool.
- la Tripick 6, bière blonde spéciale titrant 6 % d'alcool.
- la Tripick 7, refermentée en bouteille, ambrée avec utilisation de 4 grains titrant 6,8% d'alcool.
- la Tripick 8, bière blonde spéciale titrant 8 % d'alcool.

## Galerie photographique

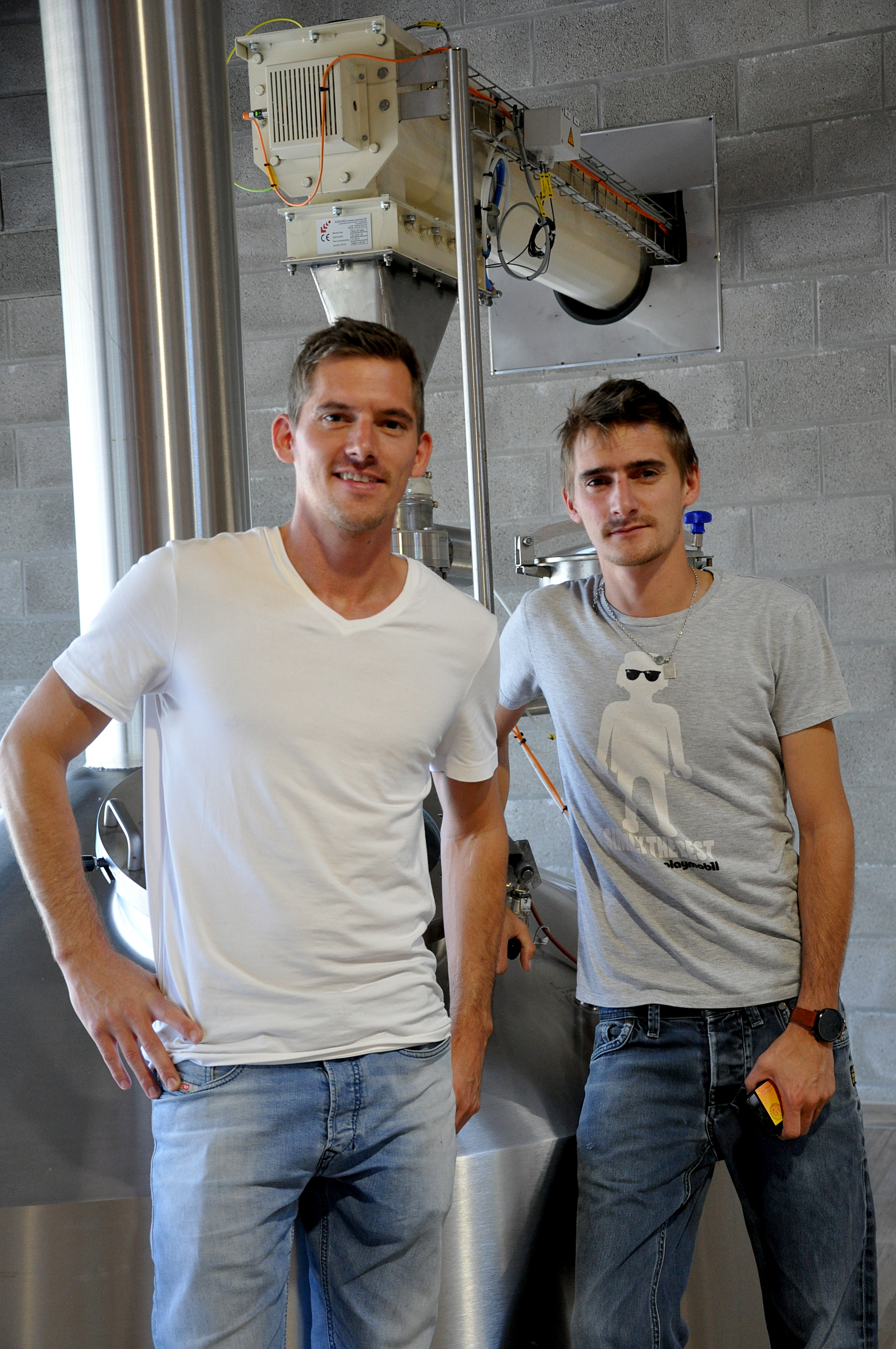
Julien et Tim Gobron
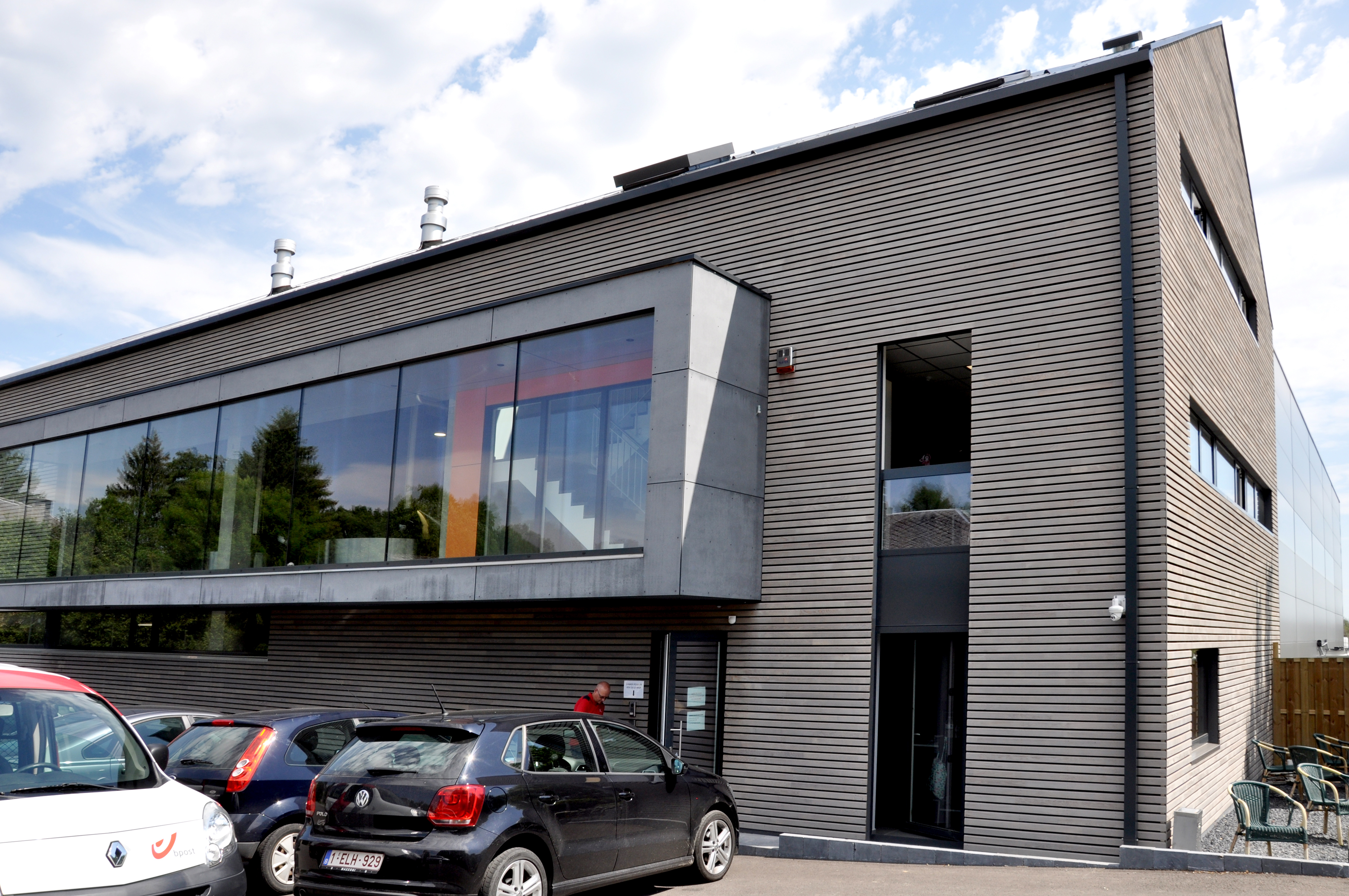
Nouvelle brasserie
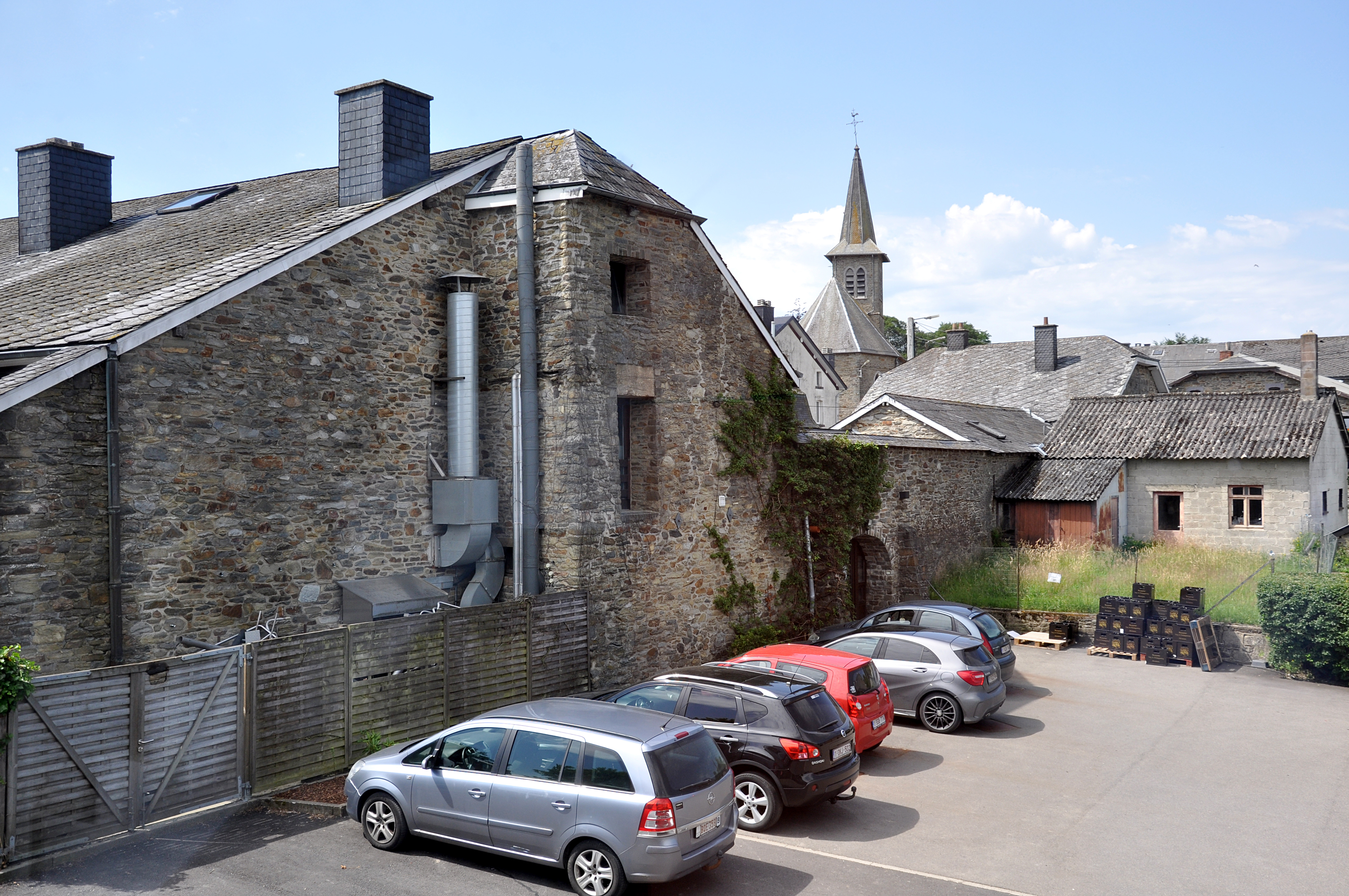
Ancienne brasserie
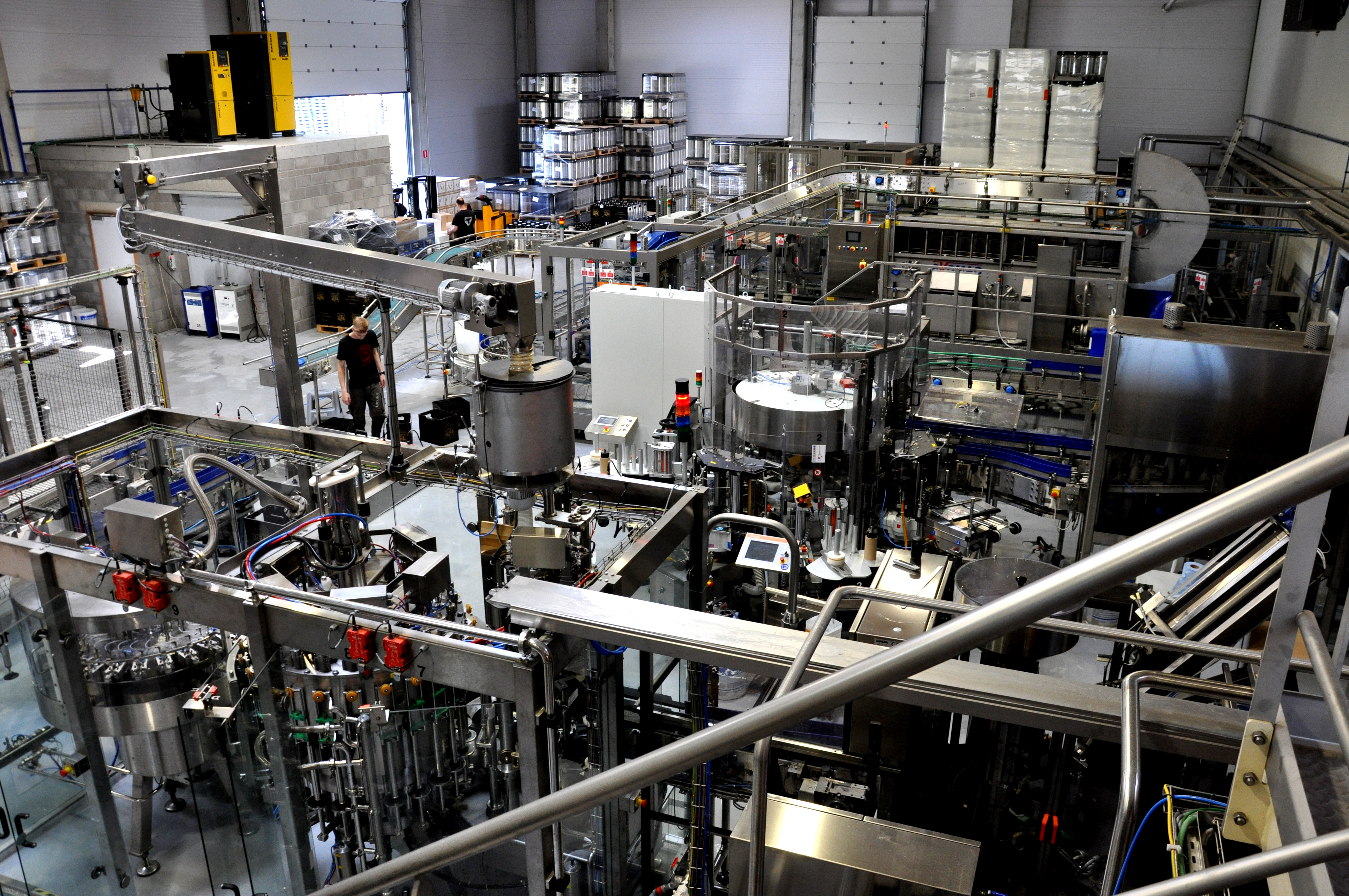
Embouteillage
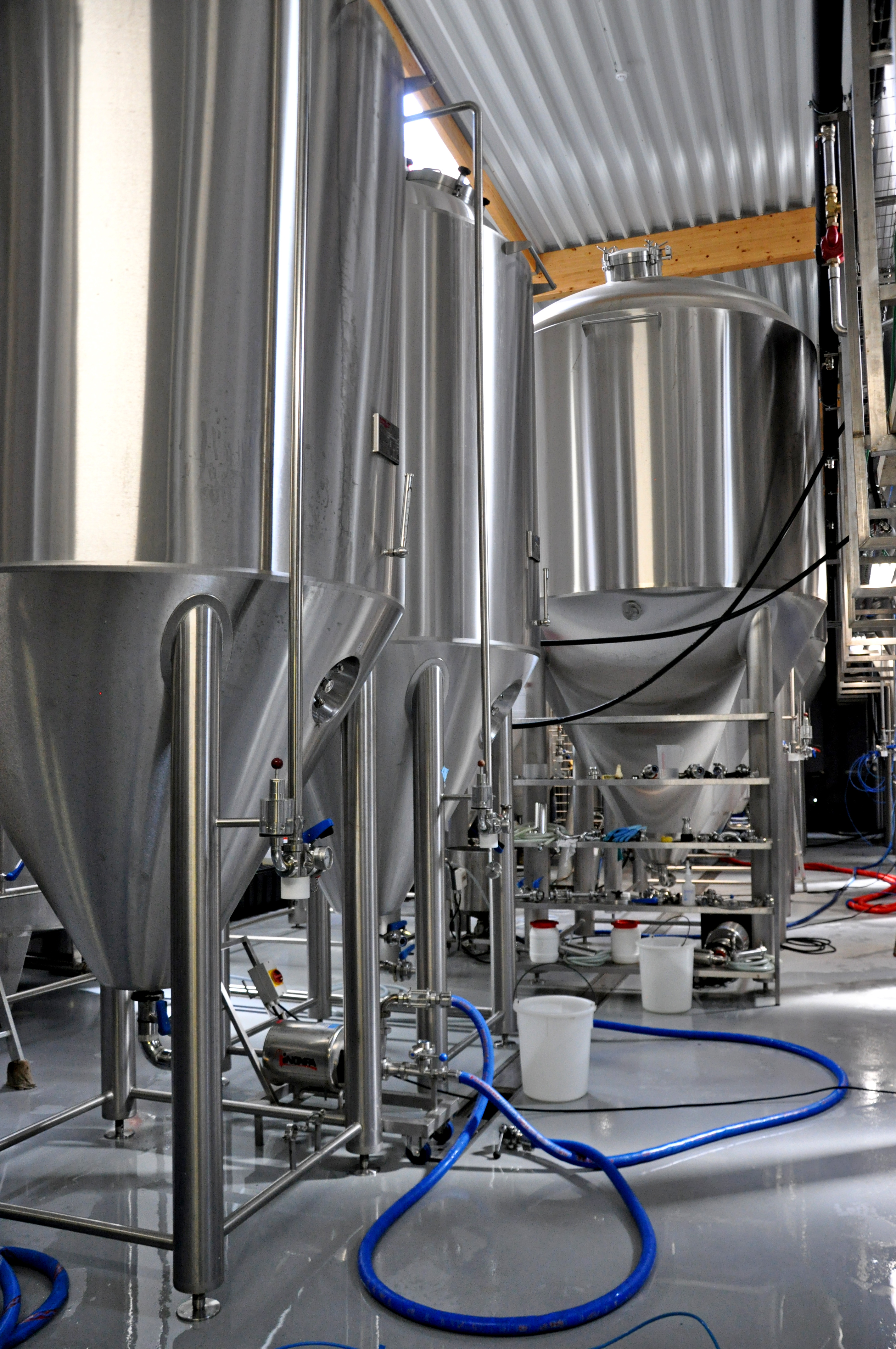
Cuves de fermentation

## Visite
La brasserie  située Courtil no 50 à Bovigny (commune de Gouvy) se visite sur rendez-vous.

## Source
- Site officiel de la brasserie